# Tamara Romero
Tamara Romero és una escriptora catalana de ficció especulativa i horror, que escriu en castellà i anglès. Les seves obres s'inscriuen en molts casos dins del gènere bizarro i new weird.
La seva primera obra publicada fou Her Fingers (2012), que és també la seva primera obra que ha traduït ella mateixa al català (Els dits de la bruixa, 2020). També ha publicat nombrosos relats curts en obres com Presencia Humana, Strange Horizons o The Barcelona Review. El seu relat «El aeropuerto del fin del mundo» va guanyar un premi Ignotus el 2014. És llicenciada en comunicació per la Universitat Autònoma de Barcelona i ha treballat en producció d'esports per a televisió i també com a periodista de turisme i editora freelance. Romero considera que les influències principals en la seva obra son les obres de Jeff Noon, Michael Cisco, Poppy Z. Brite i Brian Evenson i les pel·lícules de David Cronenberg i Werner Herzog.

## Obres

### Novel·les
- La estatua que tiembla (2020)
- Bronwyn y el monstruo de cuatro cabezas (2019), amb Beatriz García Guirado, Albert Kadmon i Manuela Buriel
- Atena Telurian y la combustión espontánea (2018)
- Brebaje (2017)
- Brújula y murciélago (2017)
- La momia y la niñera (2016)
- ¡Pérfidas! (2014)
- Arcana, Ciudad Escalera (2014)
- Her Fingers (Eraserhead Press, 2012) [Els dits de la bruixa (Maimés Llibres, 2020)][2]